# Sulfat de cupru
Sulfatul de cupru, cunoscut și sub numele de piatră vânătă, este o sare a cuprului cu acidul sulfuric, cu formula chimică CuSO4.

## Obținere
Sulfatul de cupru (II) se obține în urma reacției oxidului de cupru sau a cuprului cu acidul sulfuric. Iată ecuația reacției chimice:

Nu s-a putut interpreta (MathML cu fallback pe SVG sau PNG (recomandat pentru browserele moderne și uneltele de accesibilitate): Răspuns incorect („Math extension cannot connect to Restbase.”) de la serverul „http://localhost:6011/ro.wikipedia.org/v1/”:): {\displaystyle \mathrm {CuO + H_2SO_4\rightarrow CuSO_4 + H_2O}}

Nu s-a putut interpreta (MathML cu fallback pe SVG sau PNG (recomandat pentru browserele moderne și uneltele de accesibilitate): Răspuns incorect („Math extension cannot connect to Restbase.”) de la serverul „http://localhost:6011/ro.wikipedia.org/v1/”:): {\displaystyle \mathrm {Cu + 2H_2SO_4\rightarrow CuSO_4 + SO_2\uparrow + 2H_2O}}

În industrie se obține prin tratarea cuprului cu acid sulfuric diluat în prezență de aer. E o metodă mai avantajoasă pentru că se face economie de acid sulfuric.

## Purificarea sulfatului de cupru - separarea de impuritățile izomorfe

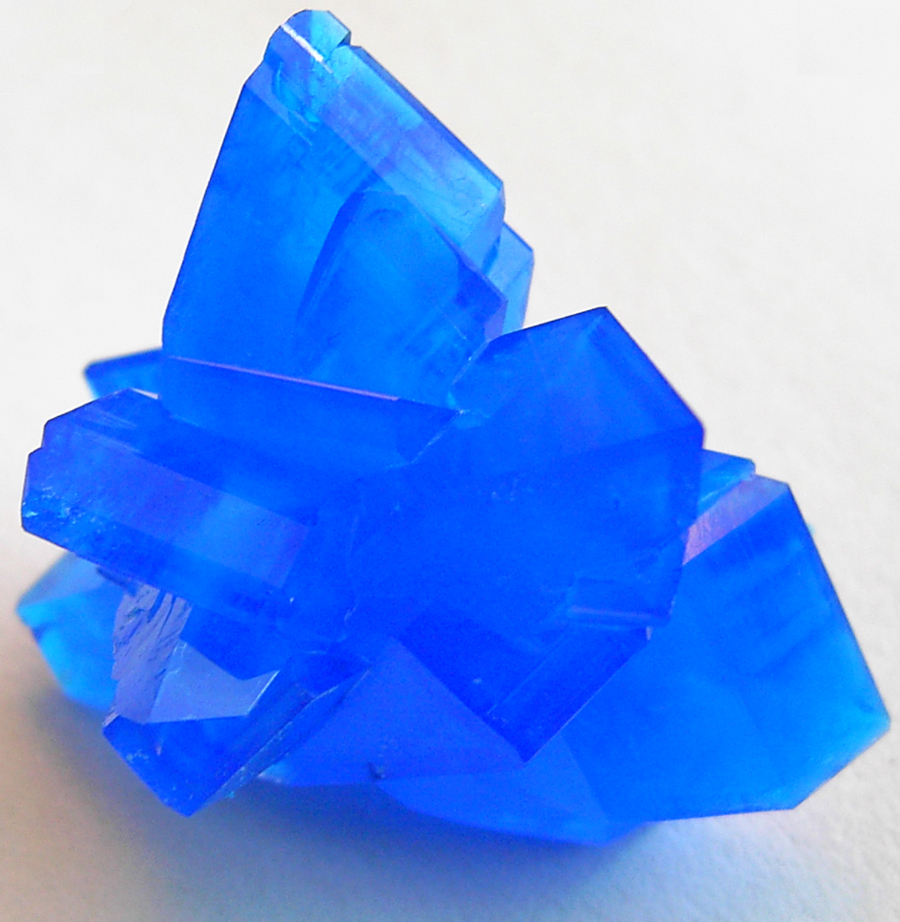
Sulfat de cupru cristalizat

Sulfatul de cupru obținut experimental sau cel comercial este impurificat izomorf cu FeSO4. Reactivul CuSO4·5H2O de puritate analitică (p.a.) nu conține Fe2+.
Purificarea substanțelor impurificate izomorf nu se mai poate face doar printr-o simplă recristalizare. Purificarea se poate realiza printr-un număr mare de recristalizări deoarece cele două săruri nu se găsesc în același raport în cristale (soluții solide) și în soluția apoasă (sau într-un alt solvent).
O altă cale mai bună este transformarea substanței care impurifică într-o altă combinație chimică care nu mai este izomorfă cu sarea supusă purificării. În cazul nostru, CuSO4 impurificat cu FeSO4, se poate oxida impuritatea la Fe2(SO4)3, prin fierberea unei soluții obținută din substanța impură cu PbO2(s) (oxidant). Fe2(SO4)3 nu este izomorf cu CuSO4. Se filtrează și se separă agentul oxidant, iar din soluția obținută cristalizează CuSO4·5H2O care nu mai conține FeSO4. La recristalizare se obține CuSO4·5H2O pur. Compusul Fe2(SO4)3 se mai poate separa prin tratare cu o suspensie de BaCO3 în apă, când Fe(III) precipită ca Fe(OH)3, iar SO42- precipită ca BaSO4: 

Nu s-a putut interpreta (MathML cu fallback pe SVG sau PNG (recomandat pentru browserele moderne și uneltele de accesibilitate): Răspuns incorect („Math extension cannot connect to Restbase.”) de la serverul „http://localhost:6011/ro.wikipedia.org/v1/”:): {\displaystyle \mathrm {Fe_2(SO_4)_3(aq) + 3BaCO_3 + H_2O(l)\rightarrow 2Fe(OH)_3(s) + 3BaSO_4(s) + CO_2(g)}}

## Determinarea purității
Puritatea CuSO4·5H2O se determină prin dozarea Cu(II) prin metoda iodometrică. Metoda se bazează pe oxidarea anionilor de iodură (I–) la iod elementar (I2(s)) de către ionii Cu(II)(aq), urmată de titrarea iodului cu o soluție apoasă 0.1 N de tiosulfat de sodiu cu F cunoscut în prezență de amidon (indicatorul) conform reacțiilor:

Nu s-a putut interpreta (MathML cu fallback pe SVG sau PNG (recomandat pentru browserele moderne și uneltele de accesibilitate): Răspuns incorect („Math extension cannot connect to Restbase.”) de la serverul „http://localhost:6011/ro.wikipedia.org/v1/”:): {\displaystyle \mathrm {2CuSO_4(aq) + 4KI(aq)\rightarrow 2CuI(s) + I_2(s) + 2K_2SO_4(aq)}}

Nu s-a putut interpreta (MathML cu fallback pe SVG sau PNG (recomandat pentru browserele moderne și uneltele de accesibilitate): Răspuns incorect („Math extension cannot connect to Restbase.”) de la serverul „http://localhost:6011/ro.wikipedia.org/v1/”:): {\displaystyle \mathrm {I_2(s) + 2Na_2S_2O_3(aq)\rightarrow 2NaI(aq) + Na_2S_4O_6(aq)}}

## Utilizare
Piatra vânătă este folosită:
- la fabricarea de zeamă bordeleză împreună cu hidroxidul de calciu (varul stins);
- ca reactiv în chimia anorganică;
- ca mijloc de identificare pentru apă (cel anhidru);
- la obținerea altor săruri de cupru.